# Полное затмение (фильм, 1995)
«Полное затмение» (англ. Total Eclipse) — художественный фильм польского кинорежиссёра Агнешки Холланд, снятый в 1995 году по одноимённой пьесе Кристофера Хэмптона. Главные роли исполнили Леонардо Ди Каприо в образе Артюра Рембо и Дэвид Тьюлис в образе Поля Верлена. Фильм описывает историю знакомства и взаимоотношений двух выдающихся французских поэтов — Артюра Рембо и Поля Верлена. 
Артюр Рембо — наверное, самая большая загадка французской литературы. Промелькнувший метеоритом на небосклоне галльской словесности, он все свои виртуознейшие стихотворения написал в возрасте до двадцати, после чего оставил поэзию и занялся коммерцией. Фильм посвящён драматическим взаимоотношениям двух французских поэтов XIX века, Рембо и Верлена; отношениям, отмеченным любовной страстью, неумеренными возлияниями абсента и бесконечным бродяжничеством.

## Сюжет
Поль Верлен знакомится с сестрой Артюра Рембо, Изабель, в парижском кафе. Изабель и ее мать хотят, чтобы Верлен передал все копии стихов Рембо, которые у него могут быть, чтобы они могли их сжечь; они боятся непристойности его сочинений. Верлен размышляет о бурных отношениях, которые у него сложились с Рембо, начиная с того момента, когда Рембо-подросток отправил Верлену свои стихи из своего провинциального дома в 1871 году. Верлен, мгновенно очарованный, импульсивно приглашает его в дом своего богатого тестя в Париже, где он живет со своей молодой беременной женой. Дикий, эксцентричный Рембо не проявляет никакого чувства манер или приличий, возмущая претенциозных, буржуазных родственников Верлена.
27-летний Поль Верлен очарован физическим телом 16-летнего Рембо, а также уникальной оригинальностью его ума. Уравновешенная респектабельность супружеской гетеросексуальной жизни и легкое окружение среднего класса душили общепризнанный сибаритский литературный талант Верлена. Его знакомство с Рембо — это бунт и освобождение в такой же степени, как и уступка потворству своим слабостям и мазохизму. Рембо ведет себя по отношению к Верлену так же садистски, как и Верлен по отношению к своей молодой жене, которую он в конце концов бросает. Между двумя поэтами завязываются жестокие странствующие отношения, печальная кульминация которых наступает в Брюсселе, когда пьяный и разъяренный Верлен стреляет и ранит Рембо и приговаривается к штрафу и двум годам тюремного заключения за содомию и тяжкие телесные повреждения.
В тюрьме Верлен обращается в христианство, к отвращению своего бывшего любовника. После освобождения он встречает Рембо в Германии, тщетно и ошибочно стремясь возродить отношения. Двое мужчин расстаются, чтобы больше никогда не встретиться. Категорически отказываясь от литературы в любой форме, Рембо в одиночку путешествует по миру, в конце концов обосновавшись в Абиссинии (современная Эфиопия), чтобы управлять «торговым постом». Там у него есть любовница и, возможно, молодой любовник. Опухоль в правом колене вынуждает его вернуться во Францию, где ему ампутируют ногу. Тем не менее, рак распространяется, и он умирает в возрасте 37 лет. Когда он умирает, появляется образ одного из его самых известных стихотворений, Le Dormeur du val.
Во время разговора с Верленом Изабель Рембо утверждает, что ее брат принял исповедь от священника прямо перед смертью, проявив христианское раскаяние, поэтому должны уцелеть только подвергнутые цензуре версии его стихов. Верлен делает вид, что соглашается, но после ухода разрывает свою визитку. Позже Верлен, пьющий абсент к которому он пристрастился, видит видение шестнадцатилетнего Рембо, вернувшегося из какого-то трансцендентного царства, чтобы выразить любовь и уважение, которые Верлен таким образом заслужил посмертно. Фильм заканчивается тем, что молодой Рембо гуляет в одиночестве по горному хребту, Верлен заявляет, что они оба счастливы вместе, а Рембо утверждает, что наконец обрел вечность.

## Критика
«Гнилые помидоры» дали фильму 22% «гнилой» оценки критиков (четыре из восемнадцати отзывов были положительными) против 61% оценки публики. 
Metacritic даёт фильму средневзвешенную оценку 42 из 100 на основе 17 критиков, что указывает на «смешанные или средние отзывы».

## В ролях
- Леонардо Ди Каприо — Артюр Рембо
- Дэвид Тьюлис — Поль Верлен
- Доминик Блан — Изабель Рембо
- Роман Боринже — Матильда Верлен
- Анджей Северин — Маут де Флёрвиль
- Джеймс Тьерре — Фредерик